# Amphilius natalensis
Amphilius natalensis е вид лъчеперка от семейство Amphiliidae. Видът е незастрашен от изчезване.

## Разпространение
Разпространен е в Зимбабве, Малави, Свазиленд, Танзания и Южна Африка.

## Описание
На дължина достигат до 12,5 cm.